# Обенижі (зупинний пункт)
Обени́жі — пасажирський залізничний зупинний пункт Рівненської дирекції Львівської залізниці.
Розташований у селі Обенижі, Турійський район, Волинської області на лінії Ковель — Сапіжанка між станціями Овадне (14 км) та Турійськ (6 км).
Станом на лютий 2019 року щодня п'ять пар дизель-потягів прямують за напрямком Ковель-Пасажирський — Червоноград/Львів/Ізов.